# チャック・ノリスの地獄の復讐
チャック・ノリスの地獄の復讐（ - じごくのふくしゅう、原題：Foced Vengeance）は、　1982年アメリカで制作されたB級アクション映画。監督は、「ダーティハリー3」のジェームズ・ファーゴ。日本では劇場未公開。

## 概要
出世作「地獄のヒーロー」でブレイクする前のチャック・ノリスが香港へと出稼ぎに出演した。プロレスラー坂口征二もこの映画の悪役で出演（ラストでノリスと戦う長髪の大男、劇中Kamという名でクレジットされている）している。以前、日本テレビでこの作品が紹介されたことがあったが、なぜ、この映画に出演したのかは定かではない。
この映画の見所はなんといっても、元空手ミドル級世界チャンピオンだったチャック・ノリスの迫力ある格闘ファイトで、痛快なまでに怒りの鉄拳が繰り出される。ある意味、今後のノリス映画でよく見られる格闘ファイトの原型とも言える（特に得意の回し蹴りや飛び蹴り等）。ラストの坂口征二との死闘は一番の見物である。また、この作品はどちらかいうとノリスが以前に出演した「香港コネクション」(81)に似通ったところがある。

## あらすじ
香港のカジノ「ラッキードラゴン」の用心棒として働く元軍人のジョシュア・ヘロン・ランドル。だがある日、同業者のレイモンディがもちかけた合併話を断ったことにより、ランドルの雇い主であるサムと、サムの息子で共同経営者のデビッドが殺される。ランドルは、デビッドの妹で生き残った唯一の共同経営者であるジョイ、そして恋人のクレアを連れて香港中を逃げ回る。殺しはレイモンディだけの仕業でないと感じた彼は独自に捜査を開始し、やがて背後に「オシリス」という組織があることを知るが、そんなとき恋人クレアが敵の魔の手にかかってしまう。怒りを抑えきれない彼はオシリスに復讐を誓う。

## スタッフ
- 監督：ジェームズ・ファーゴ
- 脚本：フランクリン・トンプソン、ジェームズ・ファーゴ（クレジットなし）
- 製作：ジョン・B・ベネット
- 音楽：ウィリアム・ゴールドステイン

## キャスト
- ランドル：チャック・ノリス
- クレア：メアリー・ルイーズ・ウェラー
- スタン・レイモンディ：マイケル・キャヴァノー
- ハーブ：リチャード・ノートン
- カム：坂口征二（声 - トニー・ポープ）